# DEFB128
DEFB128 (англ. Defensin beta 128) – білок, який кодується однойменним геном, розташованим у людей на короткому плечі 20-ї хромосоми. Довжина поліпептидного ланцюга білка становить 93 амінокислот, а молекулярна маса — 10 650.
| 10         |  | 20         |  | 30         |  | 40         |  | 50         |
| ---------- |  | ---------- |  | ---------- |  | ---------- |  | ---------- |
| MKLFLVLIIL |  | LFEVLTDGAR |  | LKKCFNKVTG |  | YCRKKCKVGE |  | RYEIGCLSGK |
| LCCANDEEEK |  | KHVSFKKPHQ |  | HSGEKLSVLQ |  | DYIILPTITI |  | FTV        |

A: Аланін

C: Цистеїн

D: Аспарагінова кислота

E: Глутамінова кислота

F: Фенілаланін

G: Гліцин

H: Гістидин

I: Ізолейцин

K: Лізин

L: Лейцин

M: Метіонін

N: Аспарагін

P: Пролін

Q: Глутамін

R: Аргінін

S: Серин

T: Треонін

V: Валін

Кодований геном білок за функціями належить до антибіотиків, антимікробних білків. 
Секретований назовні.